# General Plutarco Elías Calles
General Plutarco Elías Calles è una municipalità dello stato di Sonora nel Messico settentrionale, il cui capoluogo è la località di Sonoyta.
Conta 16.931 abitanti (2010) e ha una estensione di 3.655,92 km². 	
Il nome della municipalità è dedicato a Plutarco Elías Calles, presidente della Repubblica messicana.